# Ceroxys hyalinata
Ceroxys hyalinata är en tvåvingeart som först beskrevs av Georg Wolfgang Franz Panzer 1798.  Ceroxys hyalinata ingår i släktet Ceroxys och familjen fläckflugor. Inga underarter finns listade i Catalogue of Life.